# Highland, Arkansas
Highland är en ort i Sharp County i Arkansas. Highland hade 1 045 invånare enligt 2010 års folkräkning.